# Almoloya de Juárez (municipalité)
Almoloya de Juárez est une municipalité de l'État de Mexico, au Mexique. Elle compte 126 163 habitants d'après le recensement de 2005.

## Histoire
La prison fédérale de haute sécurité d'Altiplano (es) est située à environ 6 km au nord de la ville;